# Rezerwat przyrody Kajasówka
Kajasówka – wzgórze objęte rezerwatem przyrody nieożywionej o tej samej nazwie, położone w gminie Czernichów w powiecie krakowskim w województwie małopolskim – pomiędzy wsiami Przeginia Duchowna i Czułówek. Stanowi unikatowy zrąb tektoniczny, zbudowany z wapieni jurajskich i pokryty w części roślinnością kserotermiczną.

## Struktura i budowa

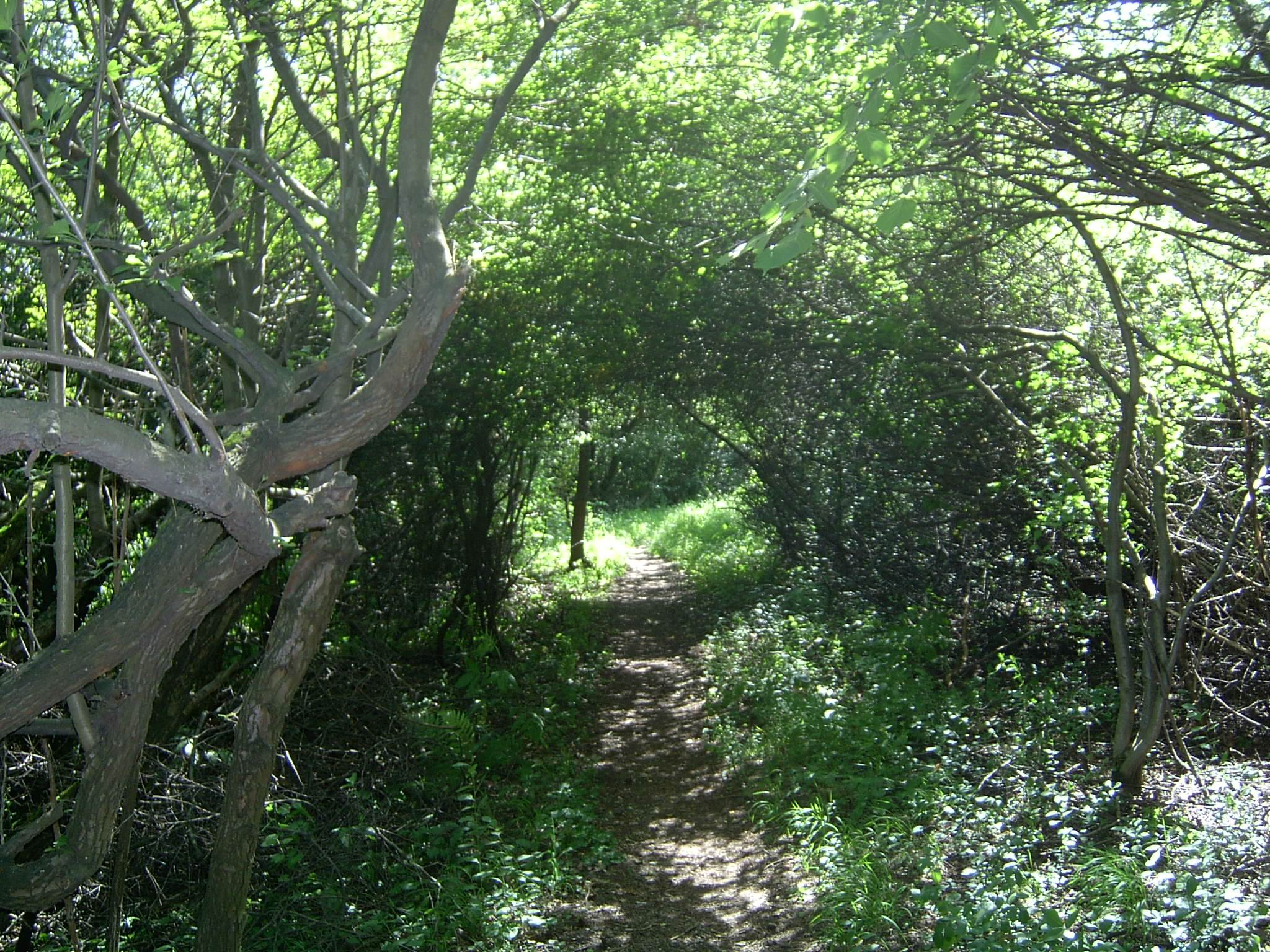

Zrąb tektoniczny Kajasówki to wzgórze o długości ok. 2,5 km i szerokości maksymalnie do 0,3 km, o głównym kierunku rozciągłości wschód-zachód, ograniczone strefami uskokowymi. Odseparowany jest dwoma zapadliskami tektonicznymi (rowami): od północy zapadliskiem Rybnej, od południa zapadliskiem Cholerzyn-Półwieś. Grzbiet wzgórza od strony zachodniej jest szeroki i łagodny, a od wschodniej – wąski, ze stromymi stokami.
W południowej i wschodniej części wzgórza w ścianach skalnych i opuszczonych kamieniołomach odsłonięte są skały wapienne (w dwóch odmianach: skaliste i uławicone) pochodzące z okresu jurajskiego, z których jest zbudowany zrąb. W skałach licznie występują skamieniałości gąbek i liliowców.
Najwyższe wzniesienie Kajasówki to Bustryk. Na Kajasówce znajduje się też niewielka jaskinia Przegińska, posiadająca dwa otwory i korytarz o długości ok. 10 m.

## Flora i fauna
Wzgórze Kajasówka porasta las (bór sosnowy oraz grąd subkontynentalny). Na skalistych zboczach występują zarośla z rzędu Prunetalia spinosae. Szczególną wartość przyrodniczą mają znajdujące się tam także zbiorowiska muraw kserotermicznych Inuletum ensifoliae. Te ostatnie jednak w ostatnich dziesięcioleciach znacznie zubożały i zajmują już tylko niewielką powierzchnię – wskutek zaprzestania upraw bydła są one zastępowane zaroślami tarninowymi. Występują tutaj m.in. dziewięćsił bezłodygowy, rojownik pospolity, kruszczyk szerokolistny, pierwiosnek wyniosły i kalina koralowa.
Na murawach kserotermicznych Kajasówki występuje rzadki w Polsce gatunek motyla – skalnik driada.

## Ochrona przyrody
Wzgórze Kajasówka stanowi rezerwat przyrody nieożywionej. Rezerwat został założony w 1962 i obejmuje obszar o powierzchni 11,83 ha. Jest położony w obrębie Rudniańskiego Parku Krajobrazowego. Ponadto wzgórze jest częścią obszaru Natura 2000 „Rudniańskie Modraszki-Kajasówka”, który stanowi specjalny obszar ochrony siedlisk motyli.

## Turystyka
Na Kajasówkę prowadzi czarny szlak turystyczny z Rusocic. Ponadto na wzgórzu wytyczono ścieżkę turystyczno-dydaktyczną przedstawiającą jego budowę geologiczną i porastającą je roślinność.